# Europäische Badminton-Hochschulmeisterschaft 2007
Die Europäische Badminton-Hochschulmeisterschaft 2007 fand vom 12. bis zum 17. November 2007 in Sankt Petersburg statt. Es war die vierte Austragung der Titelkämpfe.

## Sieger und Platzierte
| Disziplin    | Gold                                                                    | Silber                                                                | Bronze                                                          |
| ------------ | ----------------------------------------------------------------------- | --------------------------------------------------------------------- | --------------------------------------------------------------- |
| Herreneinzel | Jens Roch WG Saarbrücken                                                | Vladimir Ivanov Universität Tscheljabinsk                             | Sergey Lunev Staatliche Universität des Fernen Ostens           |
| Herreneinzel | Jens Roch WG Saarbrücken                                                | Vladimir Ivanov Universität Tscheljabinsk                             | Sebastian Schöttler WG Hamburg                                  |
| Dameneinzel  | Elena Prus Universität Charkiw                                          | Mariya Martynenko Universität Charkiw                                 | Evgenia Dimova Staatliche Universität des Fernen Ostens         |
| Dameneinzel  | Elena Prus Universität Charkiw                                          | Mariya Martynenko Universität Charkiw                                 | Ksenia Polikarpova FINEC St. Petersburg                         |
| Herrendoppel | Viktor Maljutin Nikolai Ukk FINEC St. Petersburg                        | Sergey Lunev Alexey Vasiliev Staatliche Universität des Fernen Ostens | Vladimir Ivanov Nikita Khakimov Universität Tscheljabinsk       |
| Herrendoppel | Viktor Maljutin Nikolai Ukk FINEC St. Petersburg                        | Sergey Lunev Alexey Vasiliev Staatliche Universität des Fernen Ostens | Peter Zauner Roman Zirnwald Universität Wien                    |
| Damendoppel  | Valeria Rojdestvenskaya Ksenia Polikarpova FINEC St. Petersburg         | Liz Brett Caroline Smith Loughborough University                      | Lubov Chydenseva Anastacia Naymenkova Universität Tscheljabinsk |
| Damendoppel  | Valeria Rojdestvenskaya Ksenia Polikarpova FINEC St. Petersburg         | Liz Brett Caroline Smith Loughborough University                      | Karoline Neumann Claudia Klingelhöfer WG München                |
| Mixed        | Alexey Vasiliev Evgenia Dimova Staatliche Universität des Fernen Ostens | Anton Nazarenko Elena Shimko Lomonossow-Universität Moskau            | Tom Armstrong Liz Brett Loughborough University                 |
| Mixed        | Alexey Vasiliev Evgenia Dimova Staatliche Universität des Fernen Ostens | Anton Nazarenko Elena Shimko Lomonossow-Universität Moskau            | Maurice Niesner Astrid Hoffmann WG Hamburg                      |
| Team         | WG Hamburg                                                              | Staatliche Universität des Fernen Ostens                              | Universität Charkiw                                             |